# Robert Stewart (botánico)
Robert N. Stewart (1811-1865) fue un botánico inglés.